# Augustin Nadal
Abbé Augustin Nadal (Poitiers, 1659 – Parigi, 7 agosto 1741) è stato un drammaturgo, poeta e giornalista francese.

## Biografia
L'abbé Augustin Nadal nacque a Poitiers nel 1659, in una famiglia di umili origini.
Terminati gli studi diventò precettore e fu in grazia a famiglie importanti.
Si dedicò alla letteratura occupandosi di monografie e di critica letteraria su Voltaire, su Jean Racine, ed esordì come drammaturgo con una commedia nel 1705, intitolata Saül, rappresentata alla Comédie-Française, e che consentì all'autore di diventare membro della Académie des inscriptions et belles-lettres.
Anche se non si dimostrò estremamente originale come autore, ma preferì ispirarsi alle opere di altri drammaturghi, rappresentò una certa realtà culturale contemporanea con dignità e conoscenza del mestiere teatrale.
Comunque, Massimo Baldini nel 1934, notò qualche somiglianza tra il Saül di Nadal e il Saul di Vittorio Alfieri.
L'abate Augustin Nadal, con le sue opere, aveva suscitato l'interesse di un letterato senese, il padre Francesco Corsetti, rettore del Seminario arcivescovile. Nel 1756 questi aveva raccolto in un volume alcune traduzioni in versi sciolti di tragedie sacre, tra le quali alcune di Nadal dedicandolo all'insegnante di musica Francesco Bernardi. I critici letterari sostengono che Alfieri possedesse una copia delle tragedie di Nadal, da cui trasse alcune ispirazioni.
L'opera più significativa di Nadal risultò l'Hérode (1709), a cui seguirono Antiochus (1722), Mariamne (1725), il divertimento spirituale Esther (1735) e Le Paradis terrestre (1736).

## Opere

### Teatro
- Saül, tragedia, Théâtre-Français, 25 febbraio 1705; Testo on line
- Hérode, tragedia, Théâtre-Français, 15 febbraio 1709; Testo on line
- Antiochus, ou les Machabées, tragedia, Théâtre-Français, 16 dicembre 1722;
- Mariamne, tragedia, Théâtre-Français, 10 aprile 1725;
- Arlequin au Parnasse, ou la Folie de Melpomene, commedia critica della tragedia di Zaira, Théâtre de la comédie italienne, 4 dicembre 1732;
- Esther, Theâtre de Poitiers, 1735;
- Le Paradis terrestre, ispirato a Milton, Theâtre de Poitiers, 1736;
- Osarphis, ou Moyse, tragedia, 1738;
- Théâtre de M. l'abbé Nadal, 1738; Testo on line

### Vario
- Œuvres posthumes de M. le chevalier de Méré, pubblicato da Augustin Nadal, 1700; Testo on line
- Observations critiques sur la tragédie d'Hérode et Mariamne, de M. de Voltaire, 1725; Testo on line
- Histoire des Vestales, avec un Traité du luxe des dames romaines, 1725; Testo on line
- Les Voyages de Zulma, dans le pays des fées, écrits par deux dames de condition, 1734;
- Œuvres mêlées de M. l'abbé Nadal, 2 vol., 1738; Vol. 2 on line : Pièces fugitives. Dissertations sur la tragédies de Racine